# 竹森徳芳
竹森 徳芳（たけもり のりよし 1981年 - ）は、日本の振付家・演出・ステージングアドバイザー。
ミュージシャンやアイドルの振付・ステージングを中心に、コンサート、PV、広告、映画など様々な分野の振付を手がけている。水曜日のカンパネラの振付・ステージングを長く手がけていることでも有名である。

## 略歴

### ダンサーとして
2006年よりコンテンポラリーダンスカンパニー「Leni-Basso」に所属し、東京をはじめとしてNY、ルーマニア、ハンガリー、中国、ジャカルタ（インドネシア）などの国内外の公演に出演。
2007年に自身が主宰を務める「発電NOTE」を結成し、以降2014年まで毎年単独公演にて新作を発表。

### 振付家として
2014年以降、現在に至るまで水曜日のカンパネラの振付・ステージングに深く関わる。 日本武道館公演「八角宇宙」ではステージング・振付のみならず、一部演出も担当。また、二代目ボーカル”詩羽”の代表曲「エジソン」「赤ずきん」「一寸法師」「招き猫」等楽曲の振付・ステージングも担当している。 
また、舞台での振付も手掛けており、 乃木坂46出演の舞台「じょしらく」「じょしらく弐」や 、おん・すてーじ「真夜中の弥次さん喜多さん」 サンリオピューロランドのショー等でも振付を担当。
アーティストでは、水曜日のカンパネラの他に、春ねむり、武藤彩未、NGT48、Mili、片平里奈、SHE IS SUMMER、寺嶋由芙、APOKALIPPPS等の振付やステージング指導、ライブ演出等を手がけている。

## 振付担当
アーティスト
- 水曜日のカンパネラ「桃太郎」「エジソン」「赤ずきん」「ミツコ」「二階堂マリ」「千利休」「インカ」「一寸法師」「招き猫」等
- NGT48「青春時計」「ナニカガイル」「抱いてやっちゃ桜木町」「あとで」「反省ソーダ」
- けやき坂46 2期生「Poetry of けやき坂46 二期生」
- MAGiC BOYZ「Do The D-D-T!!」「Oh!!!受験☆Night Fever」「DK GO!!!」
- 春ねむり「セブンス・ヘブン」
- 武藤彩未 「会いたいが言えない」
- あさぎーにょ「夢のつづき」
- Creepy Nuts 「板の上の魔物」
- THE BAWDIES「FEELIN' FREE」
- Shiggy Jr.「僕は雨のなか」
- Mili「Camelia 」「Rightfully」
- 寺嶋由芙「恋の後味」
- 上坂すみれ「ネオ東京唱歌」
- SHE IS SUMMER「とびきりのおしゃれして別れ話を」「あれからの話だけど」「会いに行かなくちゃ」
- fishbowl「深海」「踊子」「距離」「観察」「猛獣」「雪景」「半分」「夜桜」「バレンタインデー」「湯泉」「百青」「春服」「熱波」「白線」「湖月」「開幕」「尻尾」「風花」
- youmenosay「夢のせい」「白いサイリウム」「君はふわふわ」「未来へ」「しゅき♡帯び運転」「がんばれ、ゆめのせい。〜アニメ化するその日まで〜」「taikutsu」
- はんぶんこ「Overtake」「Venus」
- BEYOOOOONDS「WORKER讃歌」

### CM
- カルピスソーダ TVCM「なんだかうまくいきソーダ」編
- サンワカンパニーTVCM「いいデザイン、いい毎日」篇
- UNIQLO WEBCM「アクティブウェア」
- USAGI ONLINE 10周年記念MOVIE

### 舞台
- サンリオピューロランド「アイルーとマイメロディのきらきら大作戦！」(ショー振付)
- 乃木坂46出演　舞台「じょしらく」「じょしらく弐」
- 朗読劇「グリムDOWA」(殺陣指導)
- おん・すてーじ「真夜中の弥次さん喜多さん」
- 順風女子コント公演「はい、チーズ！」「順風男女７周年記念公演」「ビュッフェ」
- 『モブサイコ100』

## ステージング指導
アーティスト
- 水曜日のカンパネラ
- 春ねむり(Performance Adviser)
- 片平里奈
- 武藤彩未
- WHY@DOLL
- LoVendoЯ
- MAGiC BOYZ
- APOKALIPPPS
- Mili
- Maison book girl
- ドレスコーズ
- 椎名ひかり
- BOMI
- 桐嶋ノドカ
- 空中分解feat.アンテナガール

## 人物
- アーティストのポテンシャルを引き出すのが得意。その対応能力の高さから「何か困ったことがあれば竹森を呼べ」と業界内の一部で言われている。
- ステージングのみならず、その前段階である「身体トレーニング」もマンツーマンで定期的にアーティストと行うなど、振付家として稀有な存在。
- ダンサー時代にモーニング娘。の振付師に出会い、相談に乗ってもらう中で、アーティストへの振り付けの話を聞き、自分もやりたいという気持ちがどんどんつのっていったというエピソードがある[1]。
- 水曜日のカンパネラの代表曲「桃太郎」を振付するとき、曲を聴いたときの衝撃がすごくて、〈きっびだーん〉という部分をぼーっと聴きながら考えていたら、ピンポン球が思い浮かんで、それを客席に打ち込んでいるイメージが湧いたことをきっかけに振り付けたと、インタビューで語っている[1]。